# Teresa Palmer Tous
|  | No s'ha de confondre amb Teresa Palmer. |

María Teresa Palmer Tous (Palma, 5 de setembre de 1969) és una política mallorquina. És la delegada del Govern espanyol a les Illes Balears des del 25 de juliol de 2012, en substitució de José María Rodríguez, que dimití del càrrec el 16 de juliol de 2012.
És llicenciada i doctora en ciències econòmiques i empresarials i professora titular de la Facultat d'Economia i Empresa de la Universitat de les Illes Balears. A la UIB, ha estat vicedegana de la Facultat de Turisme, sotsdirectora de l'Escola Universitària de Turisme i secretària de la Facultat de Ciències Econòmiques i Empresarials. Abans de ser nomenada delegada del Govern espanyol, fou directora general d'Economia i Estadístiques del Govern de les Illes Balears entre juny de 2011 i juliol de 2012. Cessà en el càrrec quan fou escollida diputada a les eleccions generals espanyoles de 2016.